# Крупа (Березинський район)
Крупа (біл. вёска Крупа) — село в складі Березинського району Мінської області, Білорусь. Село підпорядковане Ушанській сільській раді, розташоване в східній частині області.